# Morethia boulengeri
Morethia boulengeri — вид сцинкоподібних ящірок родини сцинкових (Scincidae). Ендемік Австралії. Вид названий на честь британсько-бельгійського герпетолога Джорджа Альберта Буленджера.

## Поширення і екологія
Morethia boulengeri широко поширені на сході Австралії. Вони живуть в чагарникових заростях і рідколіссях, трапляються в лісах і пустелях. Живляться комахами, відкладають яйця.